# Nikola Mandić (nogometaš)
Nikola Mandić (Osijek, 19. ožujka 1995.) hrvatski je nogometaš koji igra na poziciji napadača. Trenutačno igra za Posušje.